# Cordulegaster sayi
Cordulegaster sayi är en trollsländeart som beskrevs av Selys 1854. Cordulegaster sayi ingår i släktet Cordulegaster och familjen kungstrollsländor. IUCN kategoriserar arten globalt som sårbar. Inga underarter finns listade i Catalogue of Life.